# エンゼルフードケーキ
エンゼルフードケーキ、エンジェルフードケーキ（英語: angel food cake）は、スポンジケーキの一種。
シフォンケーキの原型とされる。

## 概要
膨張剤を使用せず、卵白を泡立てて作るケーキであり、ふわっと真っ白に焼き上げる。シフォンケーキ型を用いて中央に穴が空いた形に焼き上げる（むろん、レシピ開発の時系列を考慮するとエンゼルフードケーキの型 (Angel Food Cake Pan)を使ってシフォンケーキが作られていることになるのだが。)。
1839年発行のレシピ本『The Kentucky Housewife』（レティス・ブライアン著）に「ホワイトスポンジケーキ」の名称で掲載されている。
卵白を泡立てる作業が困難であったため、1920年代にエンゼルフードケーキと同様にしっとりと柔らかく、ずっと簡単に失敗なく作れるシフォンケーキが知られるようになると、エンゼルフードケーキは存在感を失っていった。

## 作る際の注意点
- メレンゲ作り[5]
卵白は冷蔵庫で十分に冷やし、泡立てる際には砂糖を少しずつ入れながら丁寧に泡立てる。
しっかりとしたメレンゲが、エンゼルフードケーキの厚みと弾力、ふんわりとした焼き上がりにつながる。
- 大きい型で焼く[4]
小さい型で焼くと外側の焼き目の割合が大きくなって、中のふわふわした部分が少なくなる。
- 深い型で焼く[4]
エンゼルフードケーキの生地は柔らかいのが特徴でしぼみやすいやめ、浅い型で焼くと短時間で団子状になりやすい。

## 名称について
名前の由来は諸説あるが、食感が軽く「天使の食べ物のようだから」というのが有力となっている。
この他の説としては以下のようなものがある。
- 仕上がりの色が白で天使を連想させることから[7]。
- ケーキの形状がドーナッツ形で、天使の輪に似ているから[3][6]。

アメリカ合衆国では、シフォンケーキのことをエンゼルフードケーキと呼んでいる人も多い。

## 日本での展開
全卵を用いるシフォンケーキと比べて、油やバターを使用せず、卵白だけで作るエンゼルケーキのほうがヘルシーであるとの観点から、日本では2015年ごろより話題となった。

## 文化のなかのエンゼルフードケーキ
- 漫画『ピーナッツ』
  - スヌーピーが結成した「ビーグル・スカウト」（筆頭は黄色い鳥のウッドストック（英語版））のメンバーであるハリエット（Harriet、ウッドストック同様の黄色い鳥でビーグル・スカウト唯一の雌）の好物で、探検の際にはエンゼルフードケーキをよく持って行く[8]

## ギャラリー

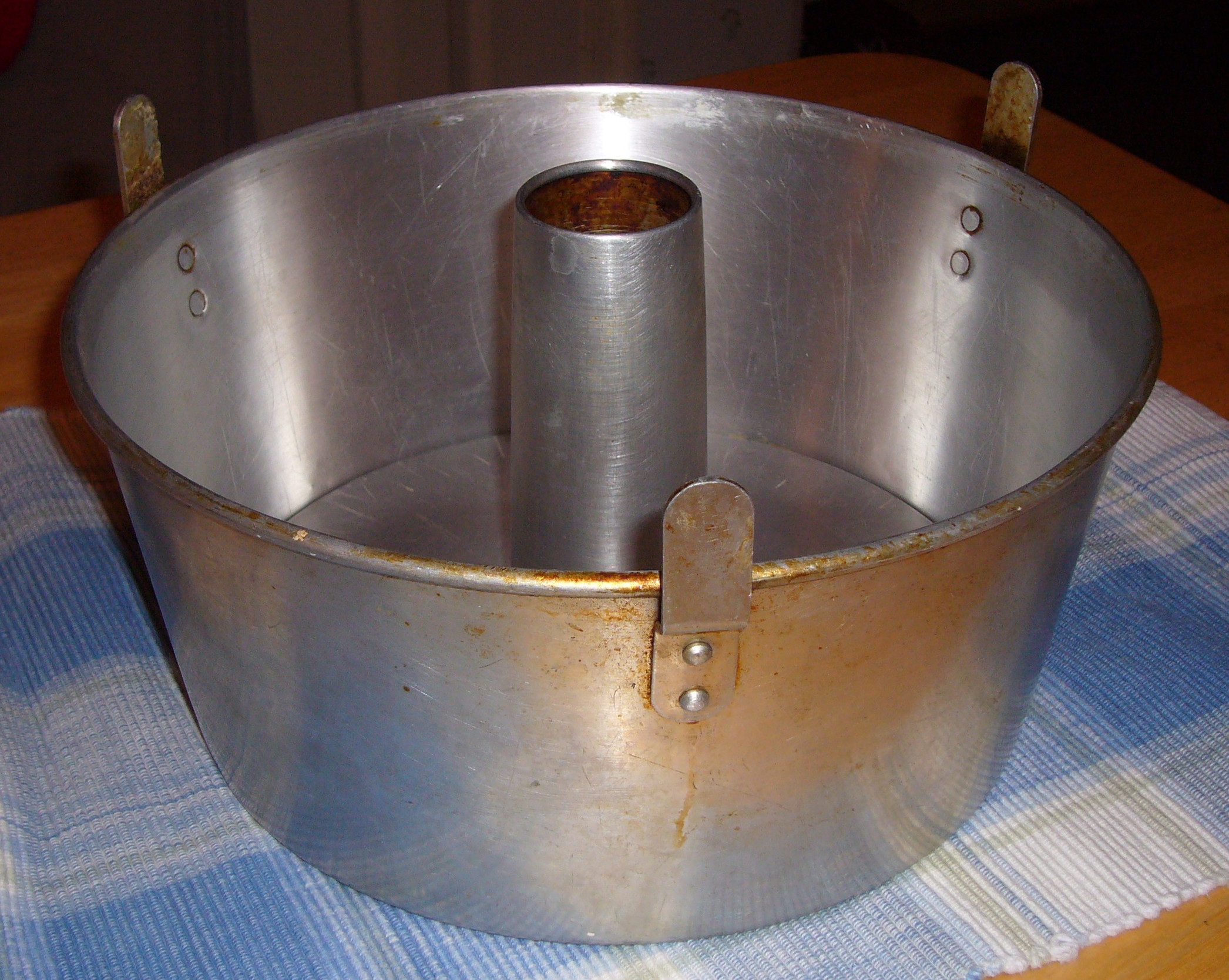
エンゼルフードケーキの型
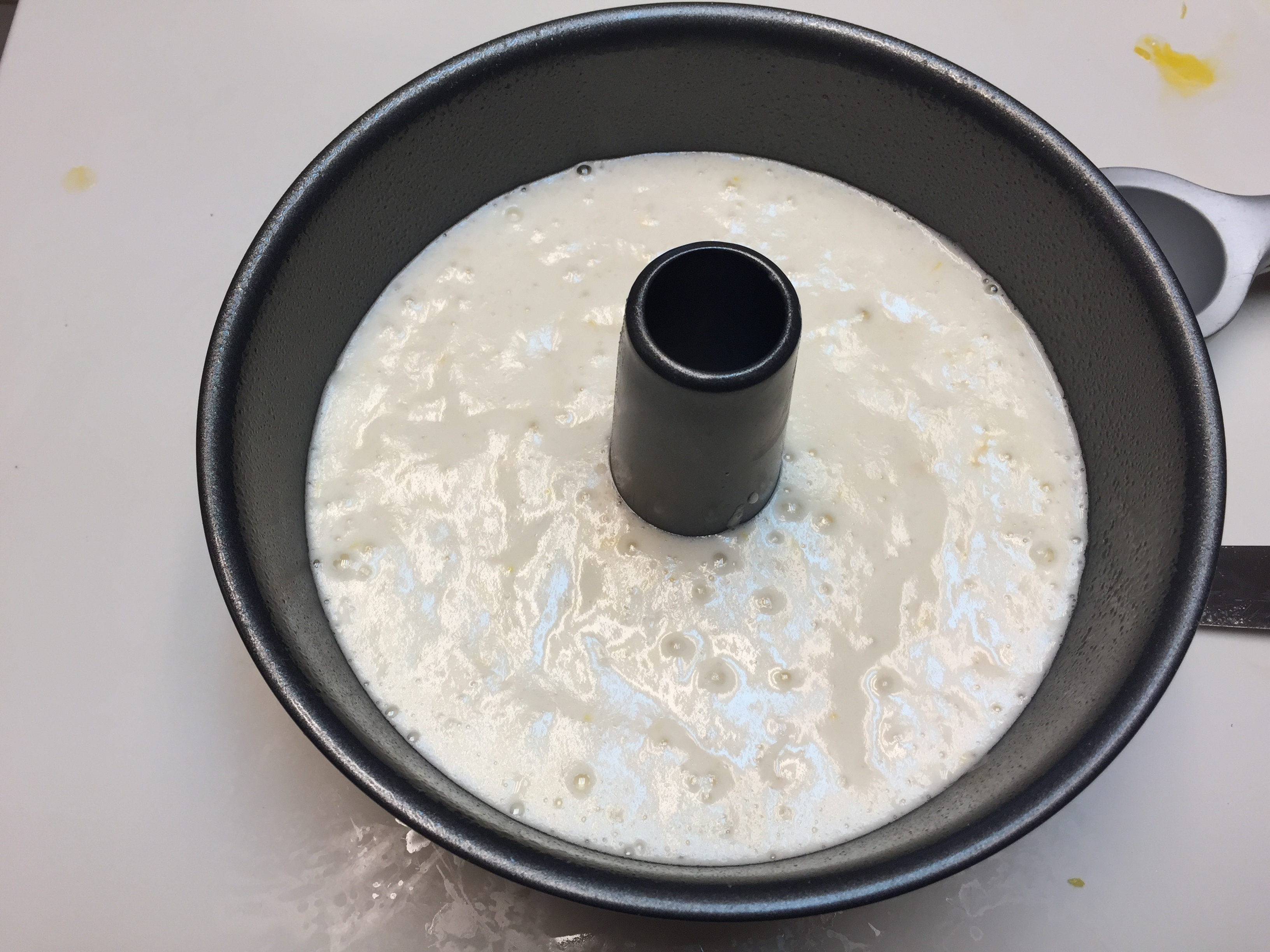
焼く前
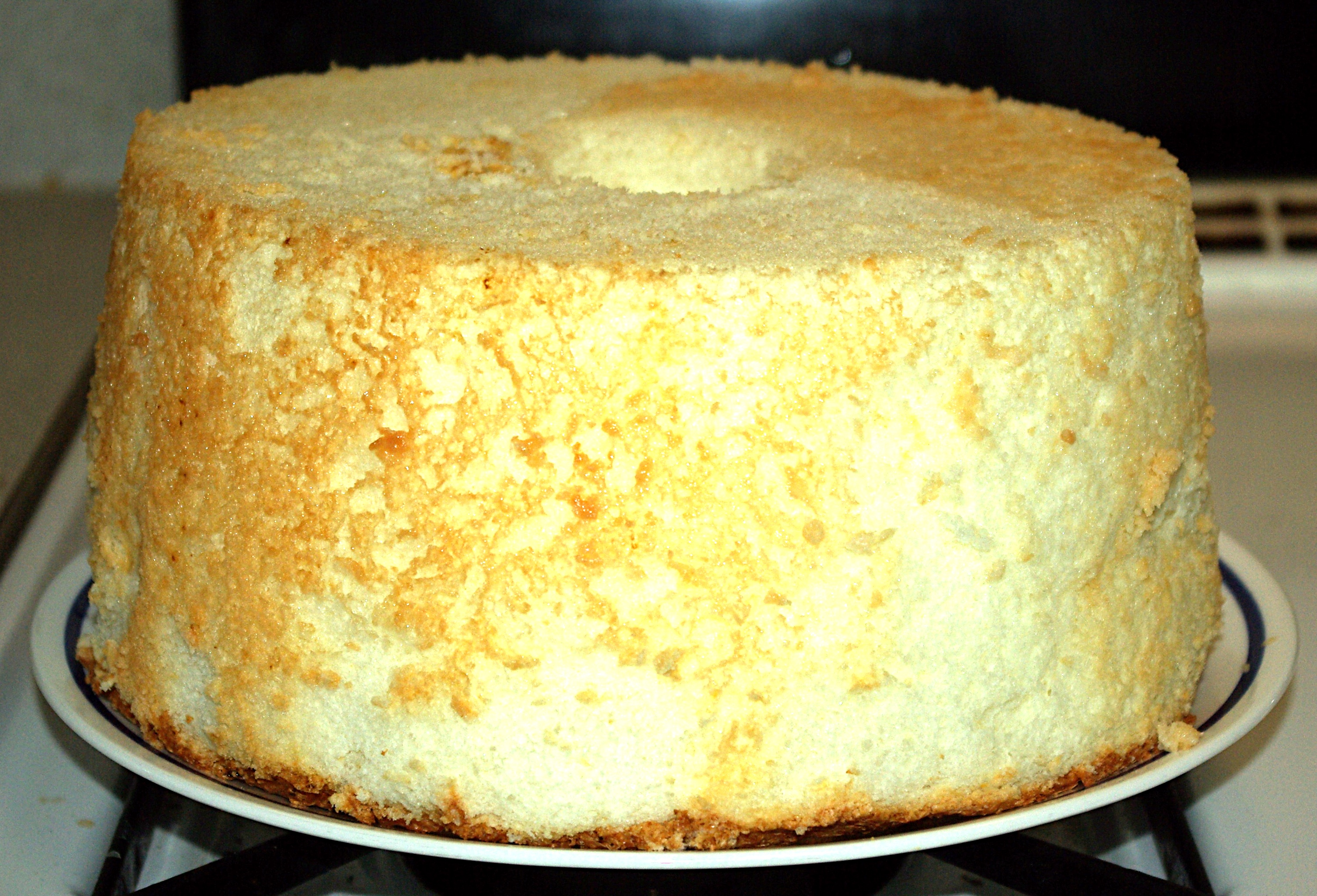
焼きあがって型から出したエンゼルフードケーキ
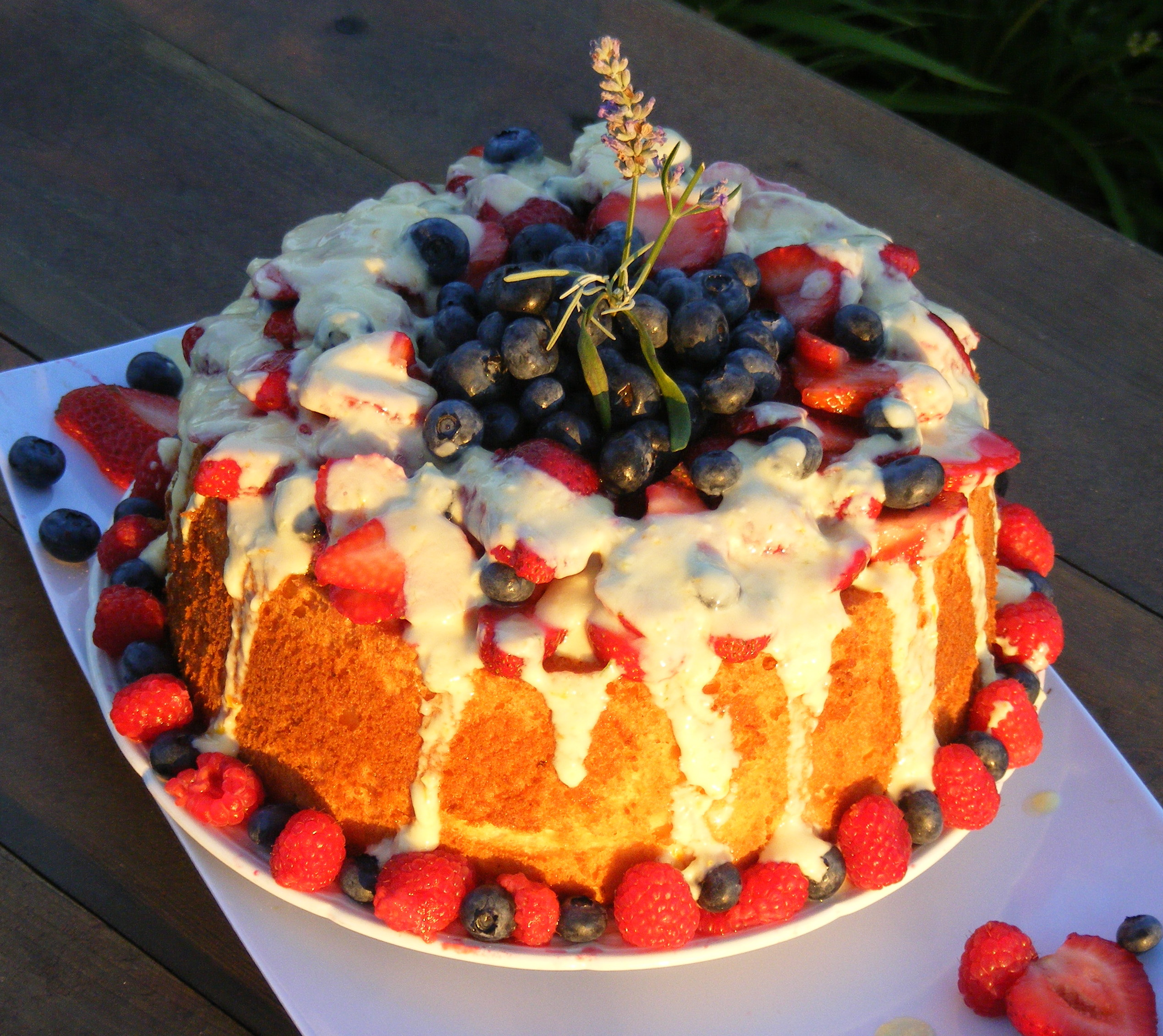
デコレーションしたエンゼルフードケーキ
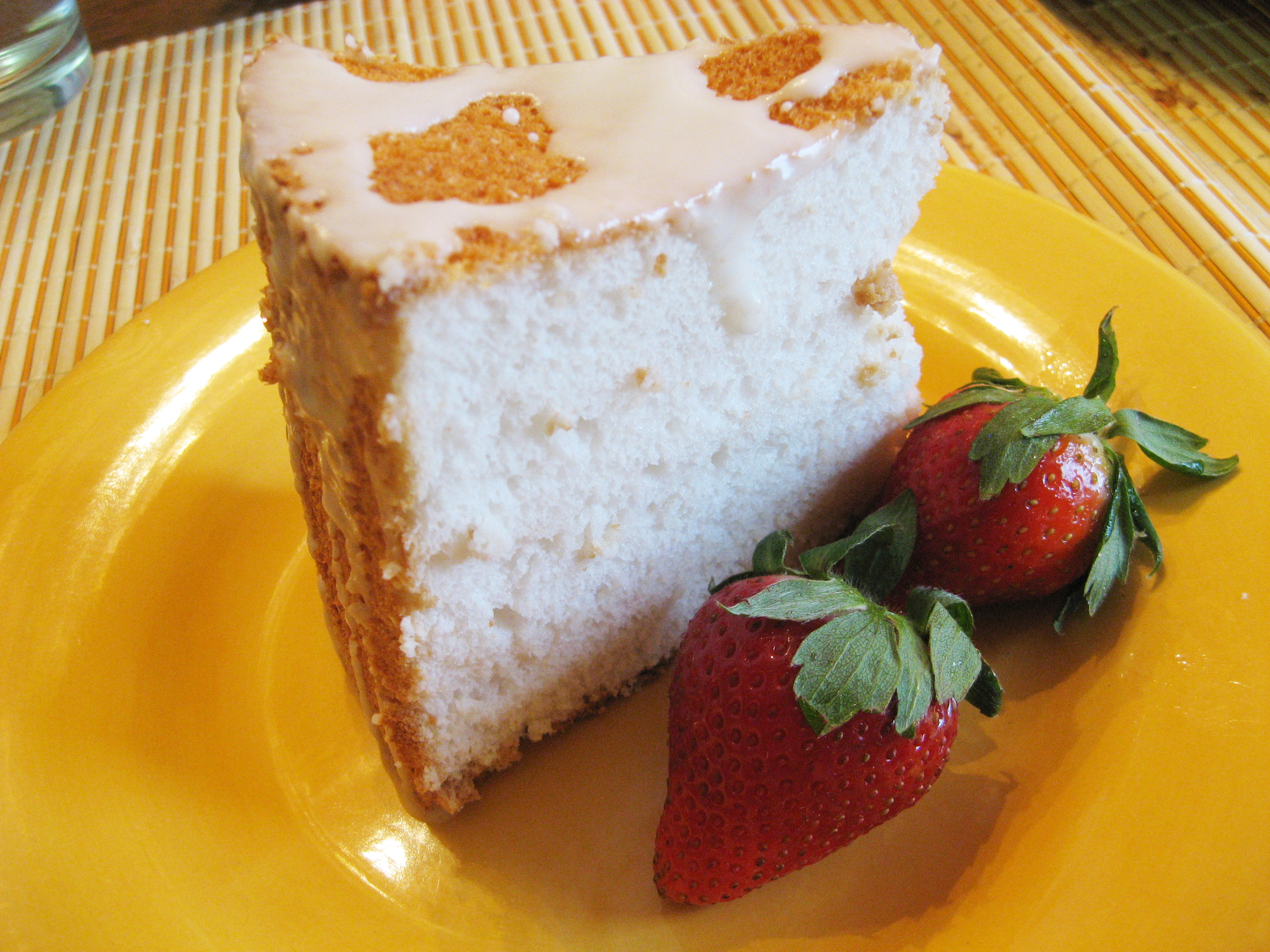
カットしたエンゼルフードケーキ

## 関連
- デビルズフードケーキ - エンゼルフードケーキと対照的に黒い見た目とハイカロリーなケーキで、引き合いに出されることも多い。